# Rugombo
Rugombo ist eine Kommune und Stadt in der Provinz Cibitoke im Nordwesten Burundis. Sie besteht aus 15 Collines.

## Geographie
Rugombo liegt im Nordwesten Burundis in der Nähe des Ruzizi, in dem die Grenze zur Demokratischen Republik Kongo verläuft, und des Nordufers des Tanganjikasees.